# Disposizioni del 1719 (Royal Navy)

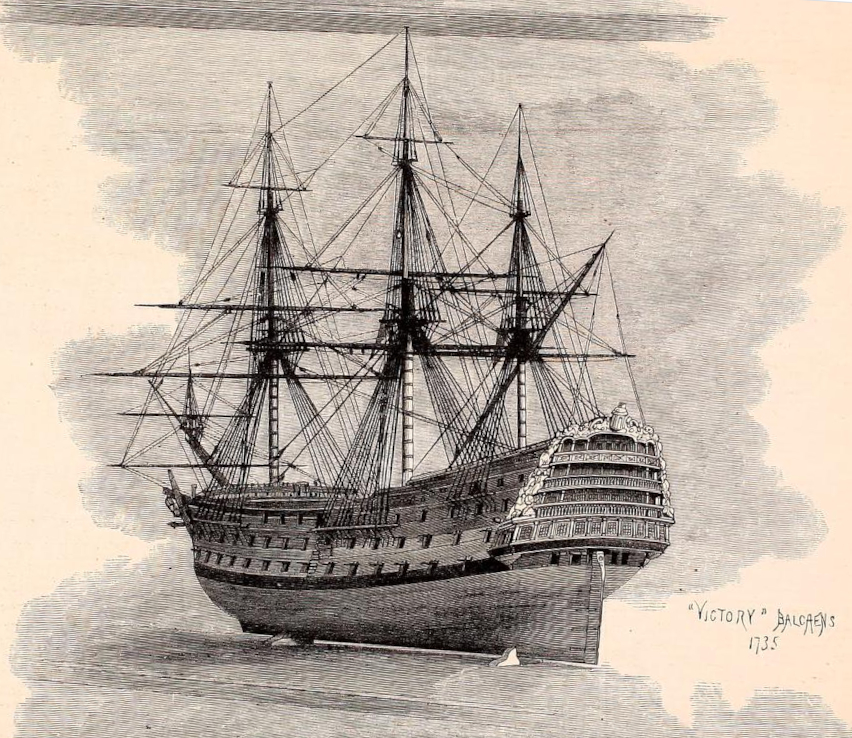
La HMS Victory fu l'unico vascello di prima classe ad essere varato con le nuove disposizioni

Le Disposizioni del 1719 erano un insieme di requisiti obbligatori che regolavano la costruzione di tutte le navi da guerra della Royal Navy in grado di trasportare più di 20 cannoni lunghi navali. È stato progettato per realizzare economie di scala attraverso una progettazione uniforme delle navi e garantire un certo grado di certezza sulla capacità delle navi una volta in mare, ed è stato applicato a tutte le navi dalla prima alla quinta classe. Una volta entrato in vigore, sostituì le disposizioni del 1706, che aveva specificato le principali dimensioni solo per le navi di seconda, terza e quarta classe.
Le nuove disposizioni del 1719 non si limitarono semplicemente a specificare le dimensioni complessive di ogni tipo di nave da guerra, ma espose in modo molto dettagliato altri elementi da adottare nella costruzione della nave, fino allo spessore dei legni ("travi") utilizzati nella costruzione e nel fasciame.
In seguito furono soggette a revisioni sostanziali sia nel 1733 che nel 1741, anche se in nessuna delle due occasioni furono sostituite le disposizioni del 1719 fino al 1745 quando furono infine adottate nuove disposizioni.
Prima che il 1745 accentrasse tutti i lavori di progettazione nel dipartimento del Surveyor of the Navy, la responsabilità di ogni nave era del Maestro d'ascia del cantiere dove veniva costruita; pertanto erano frutto di progetti diversi in ogni cantiere e non costituivano una "classe" nell'uso moderno del termine. L'eccezione a questo era quando le navi erano costruite sotto contratto da costruttori navali commerciali, per i quali un progetto comune era preparato dal Surveyor e le copie inviate al costruttore navale per l'esecuzione; questo si applicava solo ad alcune delle navi a due ponti e alle navi più piccole (tutte le navi a tre ponti erano costruite o ricostruite nei Royal Dockyards), ed era quasi esclusivamente agli eventi bellici.

## Le prime disposizioni nel 1706
Quando furono introdotte le prime disposizioni navali nel 1706, la progettazione navale britannica era entrata in un periodo di stagnazione altamente conservatrice. Gli stabilimenti avevano lo scopo di creare standardizzazione in tutta la flotta, in parte per ridurre i costi di mantenimento della grande marina britannica. L'effetto indesiderato fu quello di eliminare quasi ogni innovazione progettuale fino al superamento delle disposizioni nei primi anni 1750.
Quando re Giorgio I di Gran Bretagna salì al trono nel 1714, dando così inizio alla dinastia degli Hannover in Gran Bretagna, le principali istituzioni della Royal Navy – il Board of Admiralty e il Navy Board – subirono le tipiche riorganizzazioni associate a un cambio di regime. Mentre l'Ammiragliato divenne un organo molto più politico, il Consiglio della Marina divenne popolato da uomini che avevano imparato il loro mestiere durante gli anni formativi del sistema dell'establishment. Un fattore molto significativo nella formazione delle disposizioni del 1719 e nella sua successiva longevità è che il periodo 1714-1739 fu il più pacifico del XVIII secolo.
Un ulteriore fattore che contribuì fu l'introduzione di un nuovo disposizioni relative alle armi nel 1716. In precedenza, gli stabilimenti di artiglieria si occupavano di ogni nave, poiché c'erano spesso differenze tra navi della stessa dimensione nominale che avrebbero influito sull'armamento che potevano trasportare. L'istituzione del cannone del 1716 aveva lo scopo di ribaltare questa situazione, in modo che tutte le navi di un particolare tipo (ad esempio, 70 navi da cannone) portassero lo stesso armamento. Il Consiglio della Marina sottolineò il fatto che c'erano ancora diverse navi in servizio che erano fisicamente incapaci di trasportare l'armamento prescritto, sia a causa del numero e della disposizione delle bocche da fuoco, sia per la robustezza della costruzione. Essenzialmente, tuttavia, il Consiglio della Marina decise di intraprendere il compito di far ricostruire tutte le navi secondo progetti comuni per facilitare la nuova creazione di cannoni.

## Le Disposizioni del 1719
Le nuove disposizioni del 1719 erano significativamente più dettagliate di quelle del 1706 dato che vincolavano solo le dimensioni di base (lunghezza del cannone, lunghezza della chiglia, larghezza e profondità nella stiva), mentre le nuove del 1719 dettagliavano tutto, dalla lunghezza della chiglia allo spessore delle assi su ciascun ponte, le cui dimensioni dovevano essere basate sulla HMS Royal Sovereign. Al contempo, le nuove disposizioni si espansero fino a includere la sesta classe e la quinta classe più piccola (30 cannoni), in modo che tutte le navi con 20 cannoni o più fossero incluse. Le dimensioni per gli altri tipi di navi sono state adattate in base all'esperienza con le navi costruite fino alle Disposizioni del 1706.

### La revisione del 1733
Nel corso del tempo, mentre la costruzione navale britannica rimaneva stagnante, le potenze marittime rivali della Gran Bretagna, in particolare la Francia, continuarono a sviluppare le proprie navi e alla fine il Navy Board fu costretto a prenderne atto. Le navi britanniche, rispetto alle loro controparti straniere, erano di solito molto più piccole, una pratica che era nata attraverso una combinazione di vari fattori che differenziavano il ruolo della Royal Navy da quello delle marine continentali, ma ciò comportava la necessità di una flotta considerevole e la conseguente necessità di mantenere i costi il più bassi possibile. Tuttavia, nel 1729 furono espresse preoccupazioni sul fatto che le navi in costruzione per le disposizioni del 1719 potessero essere troppo piccole, e così le nuove navi: HMS Centurion e HMS Rippon che dovevano essere ricostruite, furono rifatte modificandone leggermente le dimensioni.
Nel 1732 l'Ammiragliato decise di chiedere al Maestro d'ascia di ogni cantiere navale reale di riferire come, secondo loro, le navi potessero essere migliorate. Le risposte furono prudenti, proponendo solo piccole migliorie. C'era poco accordo tra le modifiche proposte, e non furono fatti ulteriori progressi fino al maggio 1733, quando Sir Jacob Ackworth del Navy Board - l'ispettore della Marina all'epoca - propose all'Ammiragliato alcune modifiche alle dimensioni delle navi da 50 e 60 cannoni, in particolare un aumento della larghezza. L'Ammiragliato accettò queste proposte, e quelle che seguirono nei mesi successivi per gli altri tipi, e queste nuove dimensioni divennero effettive, anche se non sostituirono mai tecnicamente le disposizioni del 1719. Le indicazioni sono che l'Ammiragliato desiderava riforme di più vasta portata di quelle che furono effettivamente attuate, ma a causa in parte dell'assenza di personale con conoscenze pratiche di costruzione navale nel Consiglio, il Consiglio dell'Ammiragliato non aveva la capacità di procedere.

### La revisione del 1741

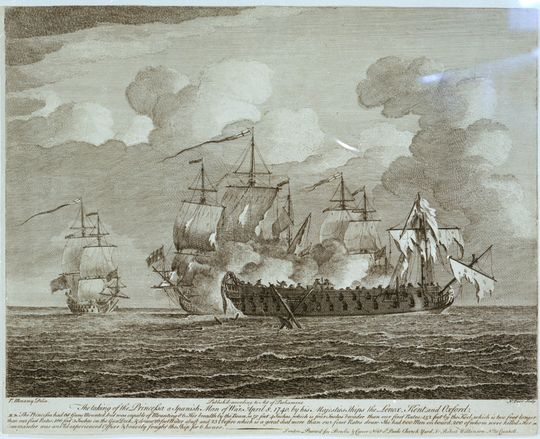
La cattura del Princesa (1748) da parte di tre vascelli britannici mise in evidenza la mancanza di innovazione della Royal Navy

I problemi relativi alla mancanza di innovazione della progettazione navale britannica divenne evidente all'inizio della guerra dell'orecchio di Jenkins. La cattura della nave spagnola da 70 cannoni Princessa nell'aprile 1740 da parte di tre navi britanniche da 70 cannoni (HMS Kent, HMS Lennox e HMS Orford) richiese sei ore di combattimenti nonostante uno degli alberi superiori della Princessa fosse mancante. Le sue dimensioni maggiori (molto più vicine a quelle di una nave britannica da 90 cannoni che a quella di una nave da 70) le diedero la stabilità che mancava alle navi britanniche, e la sua qualità costruttiva le permise di resistere a lungo ai colpi delle tre navi britanniche. In risposta all'ormai evidente inferiorità individuale delle navi britanniche rispetto agli avversari, fu richiesto l'aggiornamento precedentemente abbandonato per aumentare la potenza di fuoco delle navi. Con cannoni più pesanti arrivò la necessità di navi più grandi per trasportarli, e così Sir Jacob fece una nuova serie di proposte per aumentarne le dimensioni. Le nuove modifiche ai cannoni apportarono modifiche ai tipi di navi per il futuro. Le navi da 70 cannoni divennero da 64 cannoni, anche se con cannoni più pesanti come compensazione, e le navi da 60 cannoni divennero navi da 58 cannoni, sempre con cannoni più pesanti. Non furono costruite più navi di prima classe con le dimensioni delle proposte del 1741, ma ne furono costruite una nave da 74 cannoni e due da 66.
Un ulteriore effetto della guerra fu il collasso del sistema di ricostruzione. Prima, era prassi ricostruire periodicamente le navi, per mantenere invariata la flotta senza allarmare il Parlamento con richieste di nuove navi. In realtà, molte di queste ricostruzioni equivalevano proprio a questo, con poco o nessun legname tratto dalla nave originale. In alcuni casi, le navi venivano smantellate anni prima di essere sottoposte al processo di ricostruzione, pur rimanendo nell'elenco delle navi attive. Ricostruire una nave era un processo molto più lungo e costoso rispetto costruirne una completamente nuova. 
La pressione della guerra faceva si che i bacini di carenaggio fossero occupati per lunghi periodi mentre una nave veniva ispezionata per determinare quale legname fosse riutilizzabile nella nuova nave, e cosa poteva essere riciclato. Le navi destinate ad essere inviate nelle Indie Occidentali per richiedevano l'uso di bacini di carenaggio per avere gli scafi opportunamente rivestiti per combattere problemi come il verme delle navi e le ricostruzioni avevano una bassa priorità. Fu in questo periodo che iniziò la pratica britannica di convertire le vecchie navi in hulk per ampliare lo spazio di stoccaggio nei porti, invece di sprecare sforzi e spazio in cantiere per demolirle quando ancora perfettamente in grado di galleggiare. Poche ricostruzioni furono avviate dopo il 1739, e nessuna fu iniziata dopo il 1742, anche se a quelle che erano state iniziate fu permesso di essere completate.

## Singoli tipi di navi
È stata definita una serie diversa di dimensioni dello stabilimento per ciascuna dimensione della nave, ad eccezione delle navi più piccole (ossia le navi prive di classifica).

### Prima classe da 100 cannoni

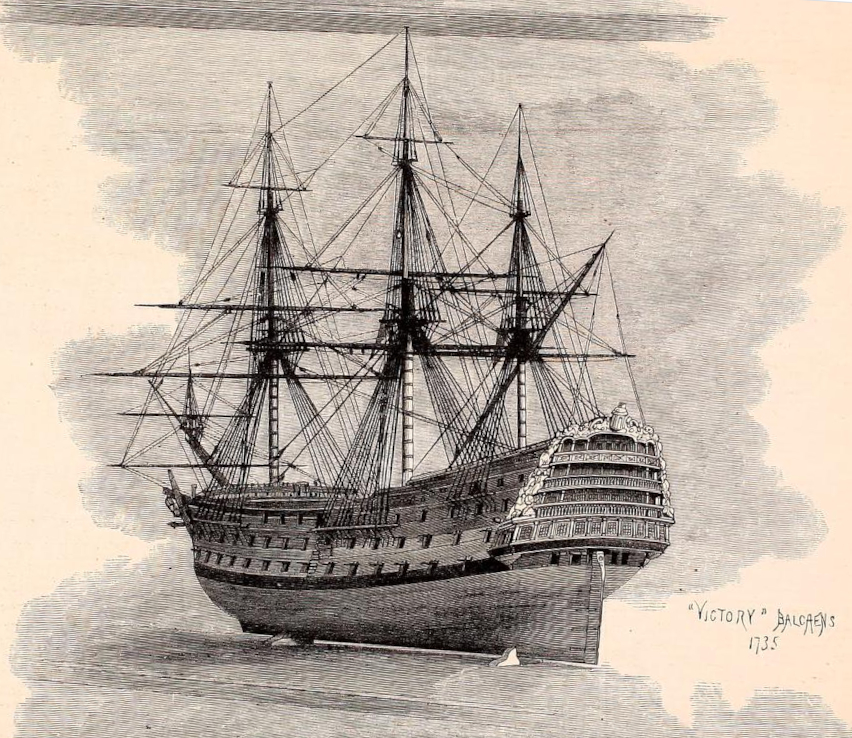
La HMS Victory fu l'unico vascello di prima classe ad essere varato con le nuove disposizioni.

Le disposizioni del 1719 per i vascelli prima classe, presero come modello l'HMS Royal Sovereign di grande successo ricostruito nel 1704 (le successive ricostruzioni del HMS Royal William e del HMS Britannia avevano avuto seguito il medesimo progetto e furono varate nel 1719). Quindi tutte e tre queste ricostruzioni dovrebbero essere considerate come prototipi "all'istituzione del 1719".
Mentre negli anni tra il 1719 e il 1733 non furono costruite o ricostruite altre prime classi, il HMS Royal Sovereign subì un'ulteriore ricostruzione tra il 1723 e il 1729.
La revisione del 1733 non apportò modifiche al tonnellaggio, alla lunghezza o alla larghezza del primo tasso, e aumentò solo la profondità in stiva di 6 pollici. La revisione del 1741 aumentò sostanzialmente le dimensioni a:
- Tons burthen: 1999 70⁄94 bm
- Length: 54,3 m (gundeck), 44,1 m (keel)
- Beam: 15,5 m
- Depth in hold: 6,6 m

Solo un vascello di prima classe fu costruito alle dimensioni del 1733. La HMS Victory, nominalmente una ricostruzione del suo predecessore del 1695, ma questa era strettamente una finzione legale, poiché la vecchia nave era stata completamente fatta a pezzi nel 1721 e la nuova nave non fu iniziata fino al 1733. Dopo questa nave, non ne furono costruite altre di prima classe fino alle disposizioni del 1741.

### Seconda classe da 90 cannoni

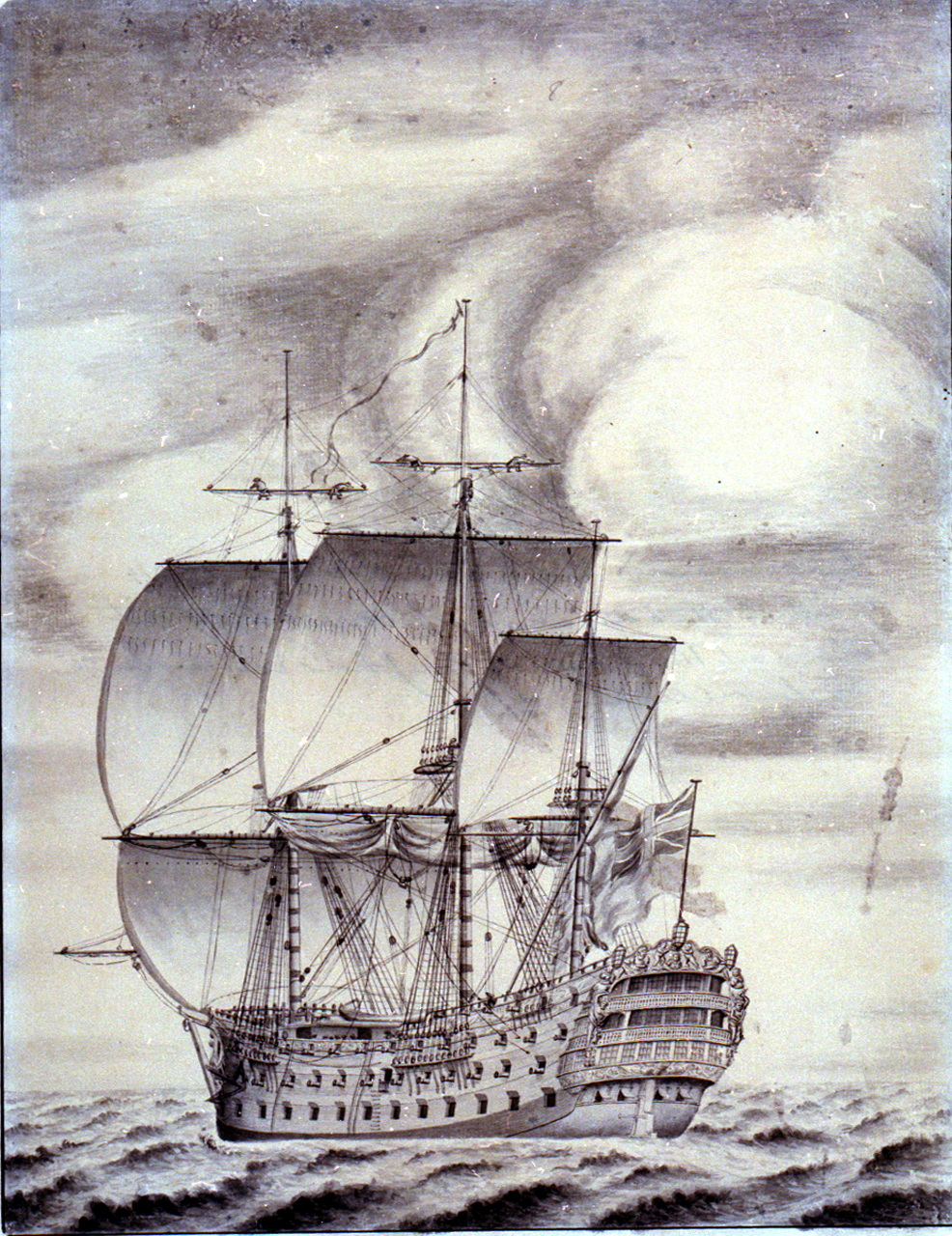
Il vascello di seconda classe HMS Marlborough, ex HMS St Michael (1669) dopo la ricostruzione.

Le disposizioni del 1719 hanno rivisto le dimensioni cinque vascelli di seconda classe che furono ricostruite partendo da navi già esistenti: la HMS Prince George nel 1719-1723, l'HMS Union nel 1718-1726, la HMS Namur nel 1723-1729, la HMS Neptune nel 1725-1730 e la HMS Marlborough nel 1725-1732. Altre due furono ordinate per essere ricostruiti in questo stabilimento, ma in realtà furono completati alle dimensioni poi riviste nel 1733.
La revisione del 1733 aumentò le dimensioni come segue:
- Tonnellate burthen: 1626 15⁄94 bm
- Lunghezza: 50,6 m (ponte di batteria), 40,9 m (chiglia)
- Larghezza: 14,6 m
- Profondità nella stiva: 5,9 m

Altre due navi furono ricostruite in base alle dimensioni riviste del 1733, anche se inizialmente ordinate in base alle regole del 1719. Il HMS Duke fu ricostruito nel 1734-1739 e il HMS St George nel 1739-1740. Altre due navi da ricostruire in base alla revisione del 1733 furono invece completate alle dimensioni riviste del 1741.
La revisione del 1741 aumentò ulteriormente le dimensioni a:
- Tonnellate burthen: 1678 92⁄94 bm
- Lunghezza: 51,2 m (ponte di batteria), 41,8 m (chiglia)
- Larghezza: 14,6 m
- Profondità nella stiva: 6,1 m

I due velieri ricostruiti alle dimensioni del 1741 furono il HMS Ramillies, ricostruito nel 1743-1749 e il HMS Prince nel 1743-1750.

### Terza classe da 80 cannoni

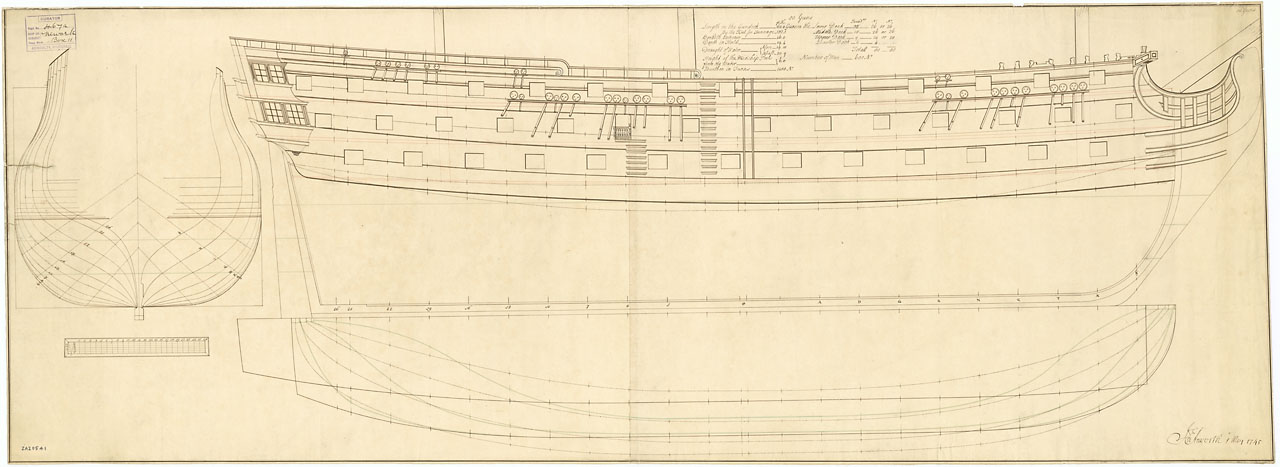
Pianta che mostra le linee a strapiombo e la mezza larghezza longitudinale per HMS Newark (1747), HMS Devonshire (1745) e HMS Lancaster (1749), secondo le Disposizioni del 1719 relativa ai velieri di terza classe da 80 cannoni. Il Lancaster fu poi riordinato nel 1747 con 66 cannoni.

Le disposizioni del 1719 rividero le dimensioni di queste navi (la più piccola classe di navi da guerra a tre ponti). Sette navi da 80 cannoni furono ricostruite con queste specifiche prima del 1733: la HMS Lancaster nel 1719-1722, la HMS Norfolk nel 1718-1728, la HMS Cornwall nel 1723-1726, la HMS Princess Caroline nel 1724-1731, la HMS Humber nel 1723-1726, la HMS Somerset nel 1722. -1731 e HMS Russell nel 1729-1735. Un'ottava nave, la HMS Cumberland, fu completata nel 1733. La HMS Humber fu ribattezzata HMS Princess Amelia nel 1727 e fu ridotta a una nave da 66 cannoni nel 1747-1748.
La revisione del 1733 aumentò le dimensioni come segue:
- Tonnellate di peso: 1400 67⁄94 bm
- Lunghezza: 48,2 m (cannone), 38,9 m (chiglia)
- Larghezza: 13,8 m
- Profondità nella stiva: 5,7 m

Due navi da 80 cannoni furono ricostruite a queste dimensioni: la HMS Boyne nel 1736-1739 e la HMS Cumberland nel 1734-1739. La Cumberland fu ridotta a nave da 66 cannoni nel 1747-1748.
La revisione del 1741 aumentò ulteriormente le dimensioni a:
- Tonnellate burthen: 1472 53⁄94 bm
- Lunghezza: 49,1 m (cannone), 39,9 m (chiglia)
- Larghezza: 14,0 m
- Profondità nella stiva: 5,9 m

Solo la HMS Culloden fu costruita nel 1741 tra le navi da 80 cannoni, ma ridotta di un ponte, fu completata nel 1747 come nave a due ponti da 74 cannoni con il seguente armamento:
- Ponte inferiore: 28 × 32 libbre
- Ponte superiore: 28 × 18 libbre
- Quarto di coperta: 14 × 9 libbre
- Prua: 4 × 9 libbre

Due navi (HMS Devonshire e HMS Lancaster) furono costruite nel 1741 per le navi da 80 cannoni, ma durante la costruzione furono ridotte di un ponte e completate come navi a due ponti da 66 cannoni, ciascuna con il seguente armamento:
- Ponte inferiore: 26 × 32 libbre
- Ponte superiore: 26 × 18 libbre
- Quarto di ponte: 10 × 9 libbre
- Prua: 4 × 9 libbre

### Terza classe da 70 cannoni (poi 64)

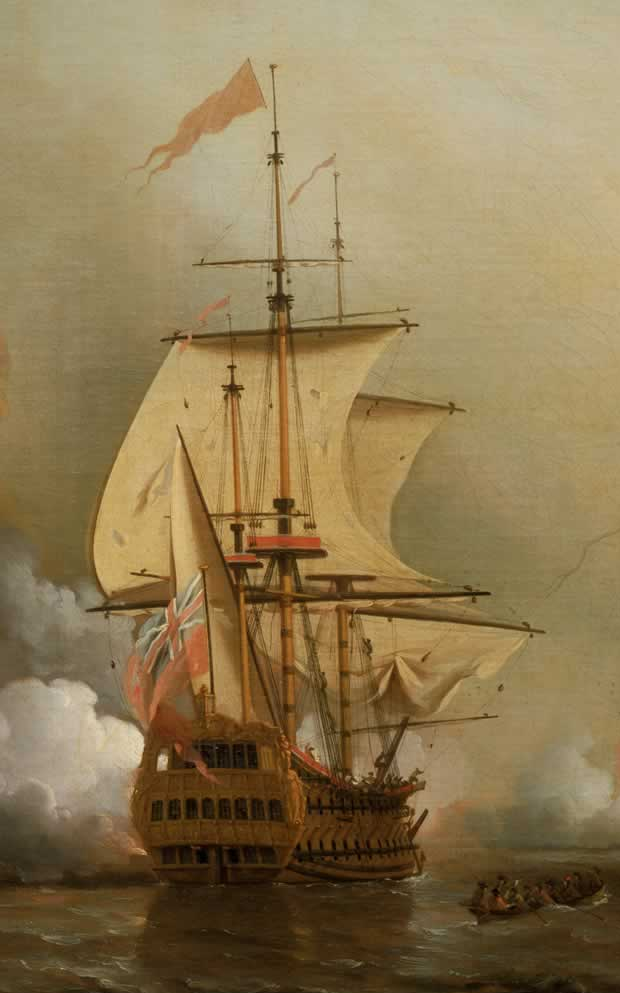
Il vascello HMS Prince Frederick, ex HMS Expedition varato nel programma di costruzione del 1677 fu ricostruito secondo le modifiche del 1733 alle disposizioni del 1719

Le disposizioni del 1719 rividero le dimensioni di alcune navi. Otto navi da 70 cannoni furono ricostruite tra il 1717 e il 1730 secondo queste specifiche - la HMS Edinburgh, la HMS Northumberland, la HMS Captain, la HMS Stirling Castle, la HMS Lenox, la HMS Kent, la HMS Grafton e l'HMS Ipswich - mentre altre quattro furono costruite ex novo, tutte a Deptford Dockyard - HMS Burford, HMS Berwick, HMS Buckingham, HMS Prince of Orange (l'ultima originariamente chiamata Bredah).
- Tonnellate burthen: 1223 23⁄94 bm
- Lunghezza: 46,0 m (cannone), 37,2 m (chiglia)
- Larghezza: 13,2 m
- Profondità nella stiva: 5,4 m

Altre dodici navi da 70 cannoni furono costruite o ricostruite fino alle dimensioni del 1733: la HMS Elizabeth, la HMS Suffolk, l'HMS Essex, la HMS Prince Frederick, la HMS Nassau, la HMS Bedford, la HMS Royal Oak, la HMS Revenge, la HMS Stirling Castle, la HMS Captain, la HMS Monmouth e la HMS Berwick.
La revisione del 1741 aumentò ulteriormente le dimensioni a:
- Tonnellate di peso: 1291 49⁄94 bm
- Lunghezza: 46,9 m (cannone), 38,2 m (chiglia)
- Larghezza: 13,4 m
- Profondità nella stiva: 5,8 m

L'Establishment of Guns del 1743 modificò queste navi da 70 a 64 cannoni, ma con ordigni più potenti come indicato nella tabella.

### Quarta classe da 60 cannoni (poi 58)

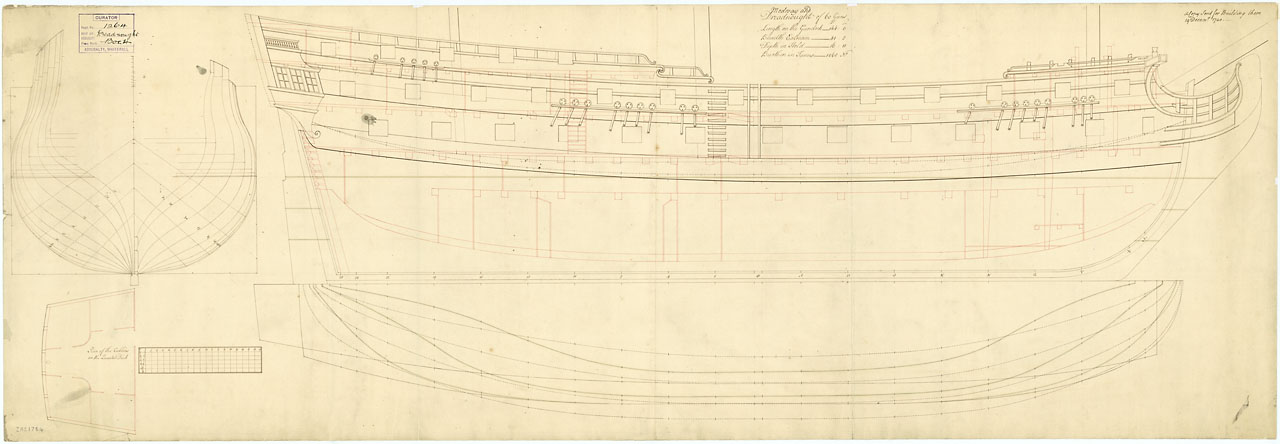
Disegno che mostra la pianta della cabina del ponte di quarto e la mezza larghezza longitudinale per la costruzione dei vascelli di quarta classe HMS Dreadnought e della Medway (1742), secondo le modifiche del 1733.

Le disposizioni del 1719 rividero le dimensioni di alcuni vascelli di quarta classe. Tre navi da 60 cannoni furono ricostruite con queste specifiche durante i primi anni 1720 - la HMS Plymouth, la HMS Canterbury e la HMS Windsor - mentre la HMS Dreadnought subì un'importante riparazione che equivaleva a una ricostruzione e una quinta nave - la HMS Sunderland - fu sostituita da una nuova costruzione. Alla fine degli anni 1720, sei nuove navi da 60 cannoni furono ricostruite per sostituire le obsolete navi da 50 cannoni: il HMS Deptford, il HMS Pembroke, il HMS Tilbury, il HMS Warwick, lo HMS Swallow e il HMS Centurion (quest'ultimo con una specifica un po' più ampia), mentre il HMS Dunkerque da 60 cannoni fu anch'esso ricostruito. Una nave leggermente allungata, la HMS Rippon, fu costruita tra il 1730 e il 1735.
La revisione del 1733 aumentò le dimensioni come segue:
- Tonnellate di peso: 1061 49⁄94 bm
- Lunghezza: 43,9 m (cannone), 35,5 m (chiglia)
- Larghezza: 12,6 m
- Profondità nella stiva: 5,2 m

Undici navi furono inizialmente costruite secondo queste specifiche, di cui sei costruite in sostituzione di navi obsolete da 50 cannoni. Si tratta della HMS Weymouth, della HMS Worcester, della HMS Strafford, della HMS Superb, della HMS Jersey, dell'HMS Augusta, della HMS Dragon, della HMS Lion, della HMS Kingston, della HMS Rupert e della HMS Princess Mary. Dopo il 1739 ne furono costruite altre quattro: la HMS Nottingham e l'HMS Exeter nei Royal Dockyards e la HMS Medway e la HMS Dreadnought per contratto.
La revisione del 1741 aumentò ulteriormente le dimensioni a:
- Tonnellate di scarico: 1123 57⁄94 bm
- Lunghezza: 44,8 m (cannone) 36,5 m (chiglia)
- Larghezza: 12,8 m
- Profondità nella stiva: 5,5 m

Sei navi furono ordinate con questa specifica: la HMS Canterbury, la HMS Sunderland, la HMS Tilbury, la HMS Princess Louisa, la HMS Defiance e la HMS Eagle. Una settima – HMS Windsor – è stata costruita con un progetto un po' più grande.
L'Establishment of Guns del 1743 sostituì i 26 cannoni da 9 libbre sul ponte superiore con 24 cannoni da 12 libbre.

### Quarta classe da 50 cannoni
Le disposizioni del 1719 per le quarte classi più piccole aveva sostituito i cannoni da 12 libbre sul ponte inferiore con cannoni da 18 libbre e quelli da 6 libbre sui ponti superiori con cannoni da 9 libbre; Allo stesso tempo, rimosse quattro dei cannoni più piccoli (6 libbre) dal ponte di poppa, portandoli da 54 a 50 cannoni, poi rivide le dimensioni di queste navi.
Quattordici vascelli furono ricostruiti secondo queste specifiche tra il 1718 e il 1732: HMS Falkland, HMS Chatham, HMS Colchester, HMS Leopard, HMS Portland, HMS Lichfield, HMS Argyll, HMS Assistance, HMS Romney, HMS Oxford, HMS Greenwich, HMS Falmouth, HMS Salisbury e HMS Newcastle.
La revisione del 1733 aumentò le dimensioni come segue:
- Tonnellate burthen: 853 44⁄94 bm
- Lunghezza: m (cannone), 33,0 m (chiglia)
- Larghezza: 11,7 m
- Profondità nella stiva: 4,8 m

Otto navi furono ricostruite con queste specifiche nei Royal Dockyards: la HMS Gloucester, la HMS Severn, la HMS Saint Albans, la HMS Woolwich, la HMS Dartmouth, la HMS Guernsey, l'HMS Antelope e la HMS Preston. Successivamente, altre quattro navi sono state costruite con un contratto commerciale: la HMS Hampshire, la HMS Leopard, la HMS Sutherland e la HMS Nonsuch.
La revisione del 1741 aumentò ulteriormente le dimensioni a:
- Tonnellate di peso: 968 8⁄94 bm
- Lunghezza: 42,7 m (cannone), 34,7 m (chiglia)
- Larghezza: 12,2 m
- Profondità nella stiva: 5,2 m

Quattordici navi furono costruite su contratto su progetto comune del Surveyor's Office: la HMS Harwich, la HMS Colchester, la HMS Falkland, la HMS Chester, la HMS Winchester, la HMS Portland, la HMS Maidstone, la HMS Gloucester, la HMS Norwich, la HMS Ruby, la HMS Advice, la HMS Salisbury. HMS Lichfield e una seconda HMS Colchester (dopo che la prima era andata perduta nel 1744). Una quindicesima nave, la HMS Panther, fu costruita su progetto locale presso il cantiere navale di Plymouth, e altre due furono costruite nei cantieri navali di Woolwich e Deptford con un progetto allungato: la HMS Bristol e la HMS Rochester.

### Quinta classe da 40 cannoni
Nel 1716 l'Establishment of Guns per le quinte classi più grandi aveva rimosso i quattro cannoni più piccoli dal ponte di poppa e aveva invece aggiunto una decima coppia di cannoni sul ponte inferiore, portandoli da 42 a 40 cannoni. Tuttavia, i cannoni del ponte inferiore erano ora da 12 libbre invece dei precedenti cannoni da 9 libbre. Tredici vascelli sono stati ricostruiti secondo questa specifica: HMS Hector, HMS Anglesea, HMS Diamond, HMS Mary Galley, HMS Ludlow Castle, HMS Pearl, HMS Kinsale, HMS Lark, HMS Adventure, HMS Roebuck, HMS Torrington, HMS Princess Louisa e HMS Southsea Castle.
La revisione del 1733 non apportò alcuna modifica alla lunghezza del ponte di cannone del quinto cannone da 40 cannoni, e in realtà ridusse la lunghezza della chiglia di 17 pollici. Ha aumentato sostanzialmente il fascio di 26 pollici e la profondità in stiva di 6 pollici come segue:
- Tonnellate burthen: 678 33⁄94 bm
- Lunghezza: 37,5 m (cannone), 30,6 m (chiglia)
- Larghezza: 10,9 m
- Profondità nella stiva: 4,4 m

Un prototipo con queste specifiche, l'HMS Eltham, fu ricostruito tra il 1734 e il 1736 a Deptford. Altre tredici navi furono ordinate da appaltatori commerciali dal 1739 in poi: la HMS Dover, la HMS Folkestone, la HMS Faversham, la HMS Lynn, la HMS Gosport, la HMS Sapphire, la HMS Hastings, la HMS Liverpool, la HMS Kinsale, la HMS Adventure, la HMS Diamond, la HMS Launceston e la HMS Looe.
Verso la fine degli anni 1730 era evidente all'Ammiragliato che i 44 cannoni di quinta classe erano navi inferiori; Troppo piccolo per stare in linea di battaglia, ma troppo grande e lento per una crociera generale. [13] Per ovviare ad alcuni di questi difetti, la revisione del 1741 aumentò ulteriormente le dimensioni standard, per:
- Tonnellate di peso: 706 36⁄94 bm
- Lunghezza: 38,4 m (cannone), 31,2 m (chiglia)
- Larghezza: 11,0 m
- Profondità nella stiva: 4,7 m

Tredici navi furono costruite secondo queste specifiche, ancora una volta tutte per contratto: la HMS Anglesea, la HMS Torrington, la HMS Hector, la HMS Roebuck, la HMS Lark, la HMS Pearl, la HMS Mary Galley, la HMS Ludlow Castle, la HMSFowey, la HMS Looe, la HMS Poole, la HMS Southsea Castle e la HMS Chesterfield. Altre tre navi seguirono un progetto leggermente modificato, con la profondità in stiva aumentata di altri 5 pollici: la HMS Prince Edward, un'altra UMS Anglesea e la HMS Thetis.

### Quinta classe da 30 cannoni
Le Disposizioni del 1719 prevedevano una quinta classe da 30 cannoni con una lunghezza del ponte di 114 piedi, che trasportava (in base alle disposizioni dell'Establishment of Guns del 1716) un armamento di otto cannoni da 9 libbre sul ponte inferiore, venti da 6 libbre sul ponte superiore e due da 4 libbre sul ponte di poppa, ma nessuna nave da 30 cannoni fu costruita e questo modello obsoleto fu presto superato.

### Sesta classe da 20 cannoni
Le Disposizioni del 1719 per le sesta classe hanno rivisto le dimensioni di queste navi dalle dimensioni alle Disposizioni del 1706. Tre vascelli di sesta classe furono costruite ex novo - la Greyhound e la Blandford come sostituzioni nel 1720 per delle navi perdute, e la HMS Rye come sostituzione nel 1727 per una nave scartata - e altre diciassette furono ricostruite da navi esistenti - Lyme e Shoreham nel 1720, Scarborough nel 1722, Lowestoffe nel 1723, Garland, Seaford e Rose nel 1724, Deal Castle, Fox, Gibraltar, Bideford, Seahorse, Squirrel, Aldborough, Flamborough and Experiment nel 1727 e Phoenix nel 1728. Altre due navi da 20 cannoni furono ricostruite a Deptford leggermente ingrandita nel 1732 - la Sheerness e la Dolphin.
La revisione del 1733 non apportò alcuna modifica alla lunghezza del ponte di cannone, e in realtà ridusse la lunghezza della chiglia di 9 pollici. Ha aumentato sostanzialmente il fascio di 26 pollici rispetto alle dimensioni del 1719 e la profondità in stiva di 3 pollici come segue:
- Tonnellate burthen: 430 46⁄94 bm
- Lunghezza: 106 ft 0 in (32,3 m) (cannone)

87 ft 0 in (26,5 m) (chiglia)
- Larghezza: 30 piedi 6 pollici (9,3 m)
- Profondità nella stiva: 9 piedi e 5 pollici (2,9 m)

Due navi da 20 cannoni furono ricostruite a Deptford nel 1733: la Tartar nel 1734 e la Kennington nel 1736. Tra il 1739 e il 1740 altri quattordici furono ordinati per essere costruiti da appaltatori commerciali su un progetto comune: il Fox, il Winchelsea, il Lyme, il Rye, l'Experiment, il Lively, il Port Mahon, lo Scarborough, il Success, il Rose, il Bideford, il Bridgewater, il Seaford e il Solebay. Nel 1741 furono costruite altre due navi con un disegno leggermente ingrandito, la Greyhound e la Blandford.
La revisione del 1741 aumentò ulteriormente le dimensioni a:
- Tonnellate di peso: 498 36⁄94 bm
- Lunghezza: 34,1 m (cannone), 27,9 m (chiglia)
- Larghezza: 9,8 m
- Profondità nella stiva: 3,4 m

Quindici navi furono costruite, tutte sotto contratto, secondo un progetto comune e secondo queste specifiche: la Lowestoffe, la Aldborough, la Alderney, la Phoenix, la Sheerness, la Wager, la Shoreham, la Bridgewater, la Glasgow, la Triton, la Mercury, la Surprise, la Siren, la Fox e la Rye. Ancora una volta, altre due navi - Centaur e Deal Castle - sono state costruite con un disegno leggermente diverso (senza porte per cannoni sul ponte inferiore) pur soddisfacendo gli stessi criteri del 1741, mentre una singola nave - la Garland - è stata costruita nel 1745-1748 a Sheerness Dock.